# Conjetura de Redmond-Sun
En teoría de números, la conjetura de Redmond-Sun, planteada por Stephen Redmond y Sun Zhiwei en 2006, establece que:
"Todo intervalo [xm, yn] con x, y, m, n ∈ {2, 3, 4, ...} contiene números primos, con solo un número finito de excepciones."
Es decir, estos intervalos excepcionales [xm, yn] conocidos que no contienen ningún número primo son los siguientes:
{\displaystyle [2^{3},\,3^{2}],\ [5^{2},\,3^{3}],\ [2^{5},\,6^{2}],\ [11^{2},\,5^{3}],\ [3^{7},\,13^{3}],}
{\displaystyle [5^{5},\,56^{2}],\ [181^{2},\,2^{15}],\ [43^{3},\,282^{2}],\ [46^{3},\,312^{2}],\ [22434^{2},\,55^{5}].}

## Propiedades
La conjetura ha sido verificada para los intervalos [xm, yn] por debajo de 4,5×1018. La proposición incluye la conjetura de Catalan y la conjetura de Legendre como casos especiales. Además, la conjetura de Redmond-Sun está relacionada con la conjetura abc como sugiere Carl Pomerance.